# 大衛·梅利根
大衛·梅利根（英語：Dave Mulligan；1982年3月24日—）是一位新西蘭足球運動員，他現在效力於新西蘭足球錦標賽的怀塔科拉联足球俱乐部。梅利根出生在英格蘭。他可同時勝任中場和防守兩個位置。他的職業球員生涯開始於巴恩斯利足球俱樂部。之後他曾長期在英國踢球。2008年之後，他開始在新西蘭踢球 。他也代表新西蘭各級國家隊參加賽事，並且代表新西蘭參加了2010年世界杯的比賽。